# Avinguda Meridiana
L'avinguda Meridiana és un carrer de Barcelona. És una de les principals avingudes de la ciutat juntament amb l'avinguda Diagonal, tant per la llargada i l'amplada com per la quantitat de vehicles que hi passen al cap del dia. L'avinguda discorre per 4 dels 10 districtes barcelonins: l'Eixample, Nou Barris, Sant Andreu i Sant Martí. Comença al Parc de la Ciutadella i acaba en la connexió amb l'autopista AP-7. També és un important eix ferroviari, ja que pel seu subsòl hi circulen trens de les línies de Puigcerdà i Manresa i també la L1.

## Història
El seu traçat nord-sud, juntament amb la longitud (2° 10′ 20″), el fan coincidir aproximadament amb el meridià de París (2° 20′ 14,025″) i més precisament amb el meridià Barcelona-Dunkerque. Va ser una de les dues grans avingudes d'accés a la ciutat ideades al Pla Cerdà, juntament amb l'Avinguda Diagonal. En el cas de la Meridiana es va projectar sobre l'antic Camí Ral de Sant Andreu.
Antigament era anomenada Gran Via Meridiana, però el nom actual fou aprovat l'1 de gener de l'any 1900. Quan es va annexar el barri d'Horta va començar la urbanització al voltant d'aquest carrer, que fins al moment havia servit de camps de conreu i d'espai per les vies de la Compañía de Ferrocarriles del Norte. El 1934 va començar el procés de soterrament de les vies. Durant la Guerra Civil Espanyola es van aturar les obres de soterrament i l'Avinguda es va rebatejar com a Gran Via de l'URSS. No seria fins al 1948 que s'acabaria el túnel.
Durant els anys 50 es va allargar l'Avinguda més enllà de l'Estació de Fabra i Puig i els anys 60 es va instal·lar il·luminació artificial, que es va inaugurar coincidint amb una visita del dictador Francisco Franco a la ciutat. El 1989 es van instal·lar el sistema de semàfors, període en el qual també es va reduir el nombre de carrils de vehicles i es van instal·lar arbres als laterals de l'avinguda.

## Remodelació

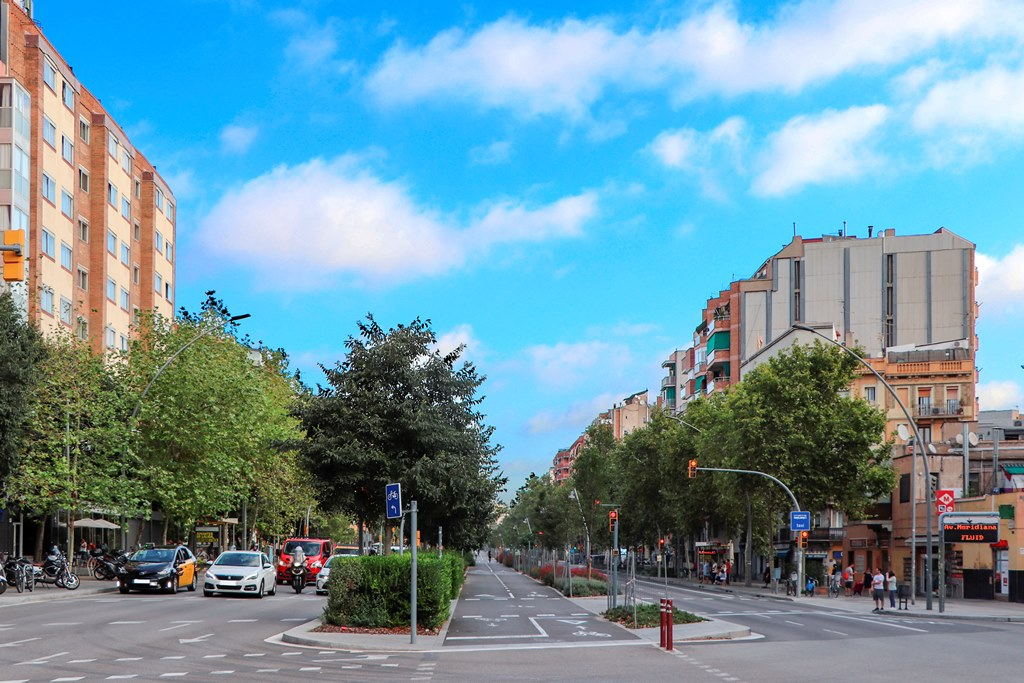
L'avinguda Meridiana pacificada (2022)

L'any 2018 s'inicià la transformació de l'avinguda per pacificar l'entorn i millorar les connexions transversals.
En aquestes modificacions, s'eliminen un carril de circulació motoritzada en cada sentit, de manera que a cada banda n'hi ha dos per a la circulació general i un per a busos i taxis. Al mig es fa un carril bici segregat amb arbrat de doble sentit i s'amplien les voreres. En el tram entre plaça de les Glòries  i carrer d'Aragó, hi ha una rambla central amb vegetació, jocs infantils i mobiliari urbà.

## Edificis destacats
Al llarg del recorregut de la Meridiana es troben diversos espais destacats o catalogats, entre els quals es troben la Torre Agbar, la Plaça de les Glòries Catalanes, el Teatre Nacional de Catalunya, l'Auditori de Barcelona, la Parròquia de Sant Joan Bosco, l'Hipercor, l'Edifici Meridiana, la casa Josep Sabadell, la casa-taller fotògraf Gambús, l'Estació de Sant Andreu Arenal i Som Multiespai, entre d'altres.
Entre els edificis o locals històrics avui desapareguts es troben el Salón Meridiana, antic cinema lloc d'oci de les classes populars del barri. També destaca el Canòdrom Meridiana.